# Świt żywych trupów (film 2004)
Świt żywych trupów (ang. Dawn of the Dead) – amerykański film fabularny z 2004 roku w reżyserii Zacka Snydera. Jest to remake filmu George’a A. Romero z 1978 roku. Główny wątek fabularny jest identyczny w obu filmach, ale różnią się one w wielu szczegółach.

## Obsada
- Sarah Polley – Ana
- Jake Weber – Michael
- Ving Rhames – Kenneth
- Mekhi Phifer – Andre
- Lindy Booth – Nicole
- Ty Burrell – Steve
- Kevin Zegers – Terry
- Kim Poirier – Monica
- Michael Kelly – C.J.
- Jayne Eastwood – Norma
- R.D. Reid – Glen
- Bruce Bohne – Andy
- Kim Roberts – Cora
- Michael Barry - Bart
- Boyd Banks – Tucker
- Hannah Lochner - Vivian

i inni.

## Fabuła
Akcja filmu rozpoczyna się gdy Ana (Sarah Polley) wraca z pracy późnym wieczorem do swojego domu na przedmieściach Milwaukee. Następnego dnia o poranku do jej sypialni dostaje się mała dziewczynka będąca zombie. Zabija ona męża Any, który po chwili powstaje jako zombie i zaczyna zaciekle atakować swoją żonę. Ana ucieka z domu i niebawem spotyka grupę ocalałych ludzi, wśród których znajdują się: Kenneth Hall (Ving Rhames), Michael (Jake Weber), Andre (Mekhi Phifer) i jego ciężarna żona - Luda (Inna Korobkina). Grupa chroni się w opustoszałym centrum handlowym jednego z amerykańskich miasteczek. Stopniowo zapasy żywności i energii kończą się, a tłum zombie dopuszcza się kolejnych szturmów na ostatni bastion ludzkości w mieście. Ocaleni nawiązują kontakt z mężczyzną znajdującym się w pobliskim budynku, któremu skończyły się zapasy żywności. Wspólnie postanawiają przedostać się do niego z pomocą i uciec z zaatakowanego przez zombie miasta.